# Lista de representantes permanentes da Índia nas Nações Unidas
Esta é uma lista de representantes permanentes da Índia, ou outros chefes de missão, junto da Organização das Nações Unidas em Nova Iorque.
A Índia foi um dos Estados fundadores das Nações Unidas e é membro desde 30 de outubro de 1945.
| Início | Término | Representante permanente (Chefe de missão) | Cargo                    | Credenciais |
| ------ | ------- | ------------------------------------------ | ------------------------ | ----------- |
| 1946   | 1948    | Samarendranath Sen                         | Agente de ligação        | -           |
| 1948   | 1948    | Benegal Narsing Rau                        | Representante            | -           |
| 1949   | 1954    | Rajeshwar Dayal                            | Representante permanente |             |
| 1954   | 1958    | Arthur Samuel Lall                         | Representante permanente |             |
| 1959   | 1962    | Chandra Shekhar Jha                        | Representante permanente |             |
| 1962   | 1965    | Birendra Narayan Chakrvarthy               | Representante permanente |             |
| 1965   | 1968    | Gopalaswami Parthasarathy                  | Representante permanente |             |
| 1969   | 1974    | Samarendranath Sen                         | Representante permanente |             |
| 1974   | 1979    | Rikhi Jaipal                               | Representante permanente |             |
| 1979   | 1981    | Brajesh Mishra                             | Representante permanente |             |
| 1981   | 1986    | Natarajan Krishnan                         | Representante permanente |             |
| 1986   | 1992    | Chinmaya Gharekhan                         | Representante permanente |             |
| 1993   | 1995    | Mohammad Hamid Ansari                      | Representante permanente |             |
| 1995   | 1997    | Prakash Shah                               | Representante permanente |             |
| 1997   | 2002    | Kamalesh Sharma                            | Representante permanente | 1997-08-04  |
| 2002   | 2004    | Vijay K. Nambiar                           | Representante permanente | 2002-05-28  |
| 2004   | 2009    | Nirupam Sen                                | Representante permanente | 2004-09-16  |
| 2009   | 2013    | Hardeep Singh Puri                         | Representante permanente | 2009-05-08  |
| 2013   | 2015    | Asoke Kumar Mukerji                        | Representante permanente | 2013-04-16  |
| 2016   | atual   | Syed Akbaruddin                            | Representante permanente | 2016-01-25  |